# كناد (ردفان)

تعديل مصدري - تعديل

كناد هي إحدى قرى عزلة الحبيلين بمديرية ردفان التابعة لمحافظة لحج، بلغ تعداد سكانها 253 نسمة حسب تعداد اليمن لعام 2004.